# Rewolwer Nagant wz. 1895
Nagant wz. 1895 – belgijski rewolwer kalibru 7,62 mm, potocznie zwany nagan od jego rosyjskiej pisowni i wymowy francuskiej.

## Historia
Nazwa broni pochodzi od nazwiska belgijskiego konstruktora inżyniera Émile’a Naganta. Był to jedyny szerzej znany typ rewolweru gazoszczelnego (to znaczy takiego, w którym nie dochodzi do przedmuchów gazów prochowych pomiędzy bębenkiem a lufą). Do jego zasilania używano nabojów o specjalnej konstrukcji (pocisk był całkowicie schowany w łusce). Odpowiedni mechanizm powodował dosuwanie bębenka do wlotu lufy. Krawędź łuski była wsuwana do lufy i w rezultacie następowało uszczelnienie połączenia. Wersja rewolweru przeznaczona dla podoficerów wymagała napinania kurka przed każdym strzałem. Odmiana przeznaczona dla oficerów miała mechanizm samonapinania kurka. Działał on podczas naciskania na język spustowy. W późniejszym czasie zrezygnowano z wytwarzania wersji podoficerskiej: w produkcji pozostał jedynie wariant z samonapinaniem.
Broń była bardzo popularna w Rosji w okresie przed I wojną światową oraz w okresie międzywojennym. Początkowo była dostarczana przez zakłady „Fabrique d’Arms Nagant Frères” w Liège, a następnie produkowana przez zakłady zbrojeniowe w Tule. Została przyjęta jako przepisowa broń krótka Cesarskiej Armii Rosyjskiej. Naganty używane były następnie w Armii Czerwonej oraz sowieckich organach bezpieczeństwa (Czeka, NKWD), aż do wyparcia ich przez pistolety TT i Makarow. Na potrzeby funkcjonariuszy bezpieczeństwa opracowano specjalne odmiany rewolweru. Jedną z nich była broń o zmniejszonych gabarytach, lepiej nadająca się do skrytego przenoszenia. Zmniejszenie wymiarów osiągnięto poprzez skrócenie lufy oraz chwytu. Produkowano także odmianę rewolweru wyposażoną w tłumik dźwięku skonstruowany w 1929 przez braci Mitinów. Wszedł on na wyposażenie agentów NKWD pod nazwą Bramit.  
Rewolwery Nagant wz. 1895 pozostawały w uzbrojeniu Armii Radzieckiej jeszcze długo po 1945 roku. Proces ich wymiany na pistolety przebiegał bardzo powoli. Można je było spotkać w niektórych pododdziałach jeszcze w połowie lat 80. XX wieku. 
Rosyjskie i radzieckie Naganty wz. 1895 w niewielkiej liczbie były też używane w Wojsku Polskim w latach 1918–1923. W późniejszym czasie produkowano w Polsce nieco lżejszy wariant rewolweru na potrzeby Policji Państwowej. Wytwarzano go w Fabryce Broni w Radomiu na linii zakupionej w Belgii, jako Nagant wz. 30 (lub Ng 30) do początku 1937. W większej liczbie rewolwer pojawił się w uzbrojeniu ludowego Wojska Polskiego od 1943 do lat 50. XX wieku. 
Po II wojnie światowej w Związku Radzieckim opracowano sportową wersję rewolweru, która miała pogrubioną lufę, regulowane przyrządy celownicze i wygodniejszy chwyt.